# Elisa Maria Damião
Elisa Maria Ramos Damião (Alcobaça, 10 settembre 1946 – 7 maggio 2022) è stata una politica portoghese, membro del Partito Socialista.
È stata europarlamentare per due legislature: dal 1998 al 2004 e deputata dal 1987 al 1998.